# Famille Maurin
Pour les articles homonymes, voir Maurin.
 (janvier 2020).
Cette page explique l’histoire ou répertorie les différents membres de la famille Maurin (artistes).
La famille Maurin est notoirement connue pour être principalement constituée d'artistes et comédiens dont le point commun est la comédienne et artiste lyrique Mado Maurin. On peut noter que ce patronyme n'est pas adopté ou uniquement conservé par au moins quatre des six enfants de cette comédienne.
Cette famille comprend notamment Jean-Pierre Maurin, Yves-Marie Maurin, Patrick Dewaere, Dominique Collignon-Maurin, Jean-François Vlérick et Marie-Véronique Maurin qui durant les années 1950 et 1970, dès leur plus jeune âge, sont connus dans le métier comme « les petits Maurin » et apparaissent régulièrement dans diverses productions et représentations au théâtre, à la radio, à la télévision et au cinéma, à partir des années 1950. 

## Chronologie

### Mado Maurin, point central de la tribu

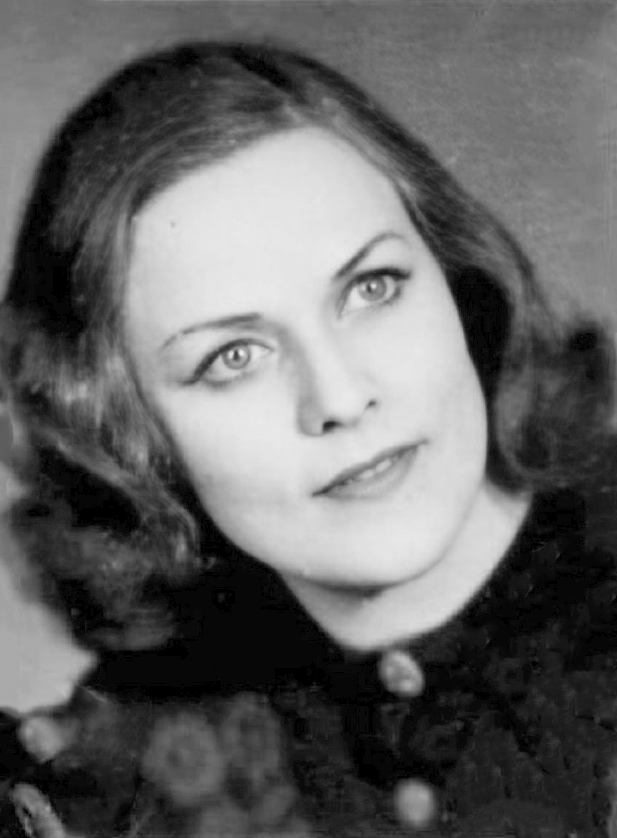
Mado Maurin en 1946.

Madeleine Maurin, dite Mado Maurin, naît le 24 septembre 1915 à Paris, unique enfant d'un couple qui s'est connu au grand magasin Au Bon Marché. Son père Louis Maurin né en 1880 est alors second chef du rayon des jouets et sa mère, née Léontine Estelle Wiart en 1890, occupe le poste de vendeuse au rayon des objets d'art.
Louis Maurin et Léontine Wiart se marient le 2 juillet 1911 à Paris. Après la naissance de Mado, ils vivent au 22, rue Falguière à Paris et vont régulièrement au théâtre, à l'opéra comique et à l'opérette ainsi qu'au séances de cinéma muet où ils emmènent souvent la petite Mado. En 1926, le couple parvient à acheter un grand terrain et une coquette maison à Royan qui est vite désignée comme la Maurinière où ils passent leurs étés et qui deviendra le repaire de vacances de tous les futurs Maurin.

#### Première union et deux premiers enfants

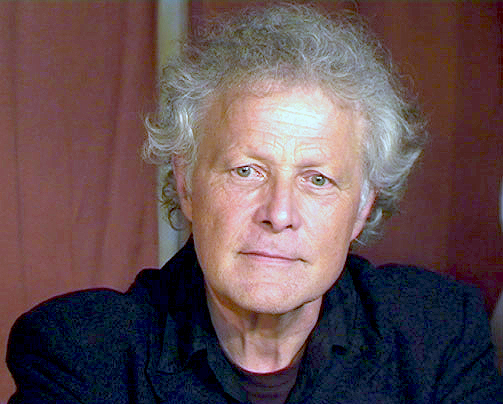
Yves-Marie Maurin en 2009.

Le 7 mars 1934, devenue artiste lyrique alors qu'elle est âgée d'à peine 19 ans, Mado Maurin épouse Pierre-Marie Bourdeaux né en 1905. Ils forment alors un duo d'artistes et se retrouvent dans le sud de la France, mais en 1939, la guerre va provoquer leur séparation. Toutefois, un premier né vient au jour le 18 juillet 1941 à Toulouse où Mado est alors engagée au Capitole. Il est baptisé Jean-Pierre. En 1943, Pierre-Marie Bourdeaux et Mado partent en Allemagne donner un concert organisé par la Croix-Rouge pour les prisonniers. À leur retour à Toulouse, le 19 avril 1944 naît Yves-Marie, mais le couple est alors au bord de la rupture.

#### Un enfant naturel reconnu par son premier époux

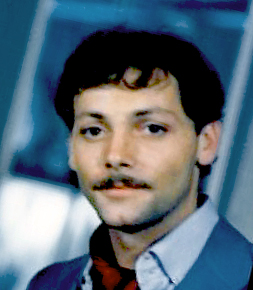
Patrick Dewaere, en 1975.

Abandonnée à elle-même à Saint-Brieuc, Mado s'éprend du chef d’orchestre et artiste lyrique Michel Têtard qui appartient à la même troupe. Le divorce est alors accepté par Pierre-Marie Bourdeaux qui dialogue directement avec Michel Têtard. La passion avec ce dernier ne dure qu'une année car Mado rentrée à Paris attend alors son troisième enfant prénommé Patrick,  mais son nouveau compagnon se refuse à croire qu'il en est le père. Un télégramme de rupture met fin à l'union et dès lors l'enfant est officiellement de père inconnu. Bien que séparé de Mado, Pierre-Marie Bourdeaux reconnaît officiellement le tout petit Patrick. En 1968, Patrick abandonne le patronyme familial Maurin pour le pseudonyme « De Waëre », puis Dewaere.
À l'été 1947, Georges Collignon alias Georges Pierson, ténor de la troupe du théâtre de Calais où Mado est nommée directrice, engage une liaison avec Mado Maurin qu'il épouse en 1948.

#### À Paris, un quatrième fils

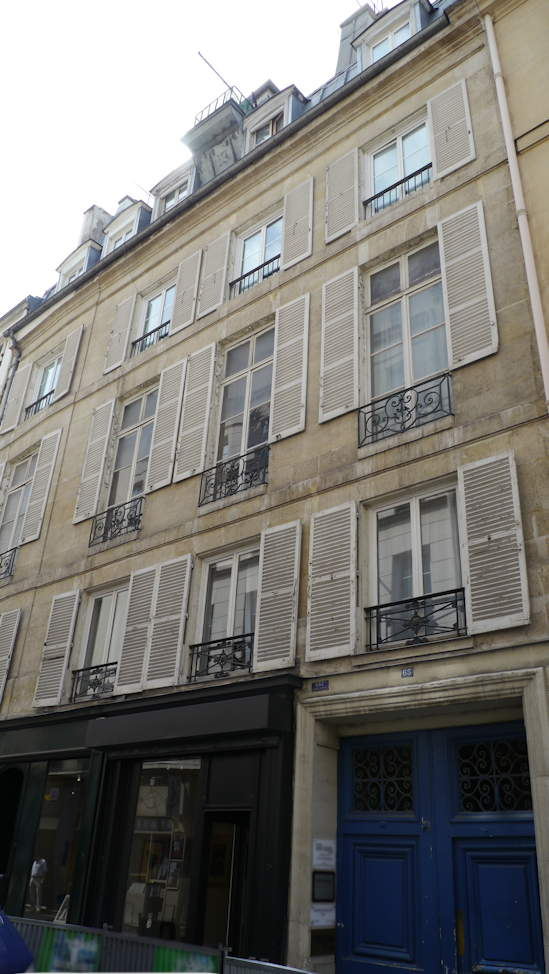
Immeuble au 65 rue Sainte-Anne, lieu de résidence des Maurin à partir de 1949.

La famille recomposée s'installe au 65 rue Sainte-Anne à Paris et Mado donne naissance à son quatrième fils, en 1949 prénommé Dominique. À cette période, Mado commence à très régulièrement « fournir » ses enfants aux producteurs, réalisateurs, metteurs en scènes ou organisateurs de spectacles et de tournées, dès leur plus jeune âge.

#### Une tribu d'artistes de tous âges
En 1957, Jean-François, cinquième enfant de Mado voit le jour et il est lui aussi très jeune mis au travail dans cette entreprise familiale d'artistes. Il choisira le patronyme Jean-François Vlérick à sa majorité en 1975. Enfin, née en 1960 à Toulouse, le dernier enfant de Mado est une fille se prénommant Marie-Véronique. Également comédienne, elle choisit elle aussi de changer de patronyme, adoptant en 1982, l'année du suicide de son frère Patrick Dewaere, le nom de naissance de sa grand-mère maternelle, Wiart. Après la mort de Jean-Pierre Maurin en 1996, celle d'Yves Marie en 2009 puis celle de Mado en 2013, seul Dominique utilise encore le pseudonyme Maurin, auquel il a ajouté son patronyme officiel Collignon.

## Membres de la famille ayant utilisé le pseudonyme Maurin
- Mado Maurin
- Jean-Pierre Maurin
- Yves-Marie Maurin
- Patrick Dewaere
- Dominique Maurin
- Jean-François Vlérick
- Marie-Véronique Maurin alias Marie Wiart

### Sources bibliographiques
- Mado Maurin, Parce que c'est vrai !, Paris, éditions MAME, coll. « Raisons de vivre », 1984
- Mado Maurin, Patrick Dewaere, mon fils, cet inconnu, Paris, MAME, 1993
- Jean-Marc Loubier, Patrick Dewaere, la frayeur de vivre, Paris, éditions Michel Lafon, 6 juin 2002, 326 p. (ISBN 978-2-84098-831-1)
- Mado Maurin, Patrick Dewaere, mon fils : La Vérité, Paris, Le Cherche midi, novembre 2006, 295 p. (ISBN 978-2-7491-0531-4)
- Bertrand Tessier, Patrick Dewaere : La Douleur de vivre, Paris, Albin Michel, 3 janvier 2007, 96 p. (ISBN 978-2-226-15214-5)
- Rémi Fontanel, Patrick Dewaere, le funambule, Paris, Scope Éditions, novembre 2010, 122 p. (présentation en ligne)L'universitaire Rémi Fontanel consacre une « étude actorale » sur Patrick Dewaere tentant d'expliquer l'influence de sa biographie dans ses personnages.
- Christophe Carrière, Patrick Dewaere : Une vie, Paris, Balland, juin 2012, 250 p. (lire en ligne)
- Christophe Carrière (préf. Lola Dewaere), Patrick Dewaere, l'écorché, Paris, Michel Lafon, 15 juin 2017, 267 p. (ISBN 978-2-7499-3256-9)
- Marc Esposito, Mémoires d'un enfant du cinéma : les années "Première", Paris, Robert Laffont, 9 mai 2019, 530 p. (ISBN 978-2-221-23931-5)